# Progress (stacja antarktyczna)
Progress (ros. Прогресс) – całoroczna stacja polarna należąca do Rosji (wcześniej radziecka), zlokalizowana nad Zatoką Prydza na Antarktydzie Wschodniej.

## Położenie i warunki
Budynki stacji znajdują się pomiędzy wzgórzami oazy antarktycznej Larsemann Hills, położonej na Wybrzeżu Ingrid Christensen. Jest to wolny od lodu obszar wybrzeża kontynentu, który tworzą grzbiety skalne, głębokie fiordy i liczne wyspy. W oazie tej znajdują się jeszcze dwie inne stacje badawcze, całoroczna chińska Zhongshan i letnia rumuńsko-australijska Law-Racoviță.
Klimat na stacji jest względnie łagodny, dzięki wpływowi ukształtowania terenu. Średnia roczna temperatura to –9,8 °C; rekordowe wartości temperatur zanotowano w grudniu 1989 roku (+9,3 °C) i kwietniu 1998 (–38 °C). Wiatr wieje najczęściej ze wschodu, z prędkością 6,7 m/s; nocą jest silniejszy, przekracza 10 m/s, a przez 50 dni w roku jest szybszy niż 15 m/s. Przez 60 dni w roku mają miejsce śnieżyce. Noc polarna trwa od 28 maja do 16 lipca; słońce nie zachodzi w okresie od 21 listopada do 22 stycznia.
W lecie zatoka jest generalnie wolna od lodu (oprócz fiordów). Dostęp do stacji drogą morską utrudnia odrywanie się dużych gór lodowych od lodowca Dålk położonego na wschód od oazy.

## Historia i działalność
Stacja Progress została otwarta 1 kwietnia 1988 r., a 26 lutego 1989 roku przeniesiono ją do nowej lokalizacji, w której działa do dziś. W roku 2000 działalność została zawieszona na trzy lata. Prace w stacji obejmują badania z dziedziny geomagnetyzmu, oceanografii strefy przybrzeżnej, hydrografii i meteorologii.
W odległości 5,8 km od stacji znajduje się lądowisko zapewniające połączenie lotnicze stacji Progress z inną rosyjską stacją Mirnyj. Warunki pogodowe na lądowisku są odmienne niż na stacji, bardziej sprzyjające operacjom lotniczym.
Pod koniec 2008 r. wybuchł pożar w budowanym nowym budynku stacji, w wyniku którego stracono budynek i sprzęt badawczy. W 2013 roku oddano do użytku dwa nowe budynki, wyposażone m.in. w szpital, salę gimnastyczną i piekarnię, zwiększając dostępną przestrzeń i znacznie podnosząc komfort personelu stacji.